# Buffalo Sabres
Die Buffalo Sabres (IPA: [ˈbʌfəloʊ ˈseɪ.bɚs]) sind ein US-amerikanisches Eishockeyfranchise der National Hockey League aus Buffalo, New York. Es wurde am 22. Mai 1970 gegründet und nahm zum Beginn der Saison 1970/71 den Spielbetrieb auf. Die Teamfarben sind Marineblau, Gold, Silber und Weiß. Das Logo der Sabres zeigt einen Amerikanischen Bison sowie darunter gekreuzte Säbel in den Vereinsfarben.
Die Sabres tragen ihre Heimspiele im KeyBank Center aus und gingen aus der großen Erweiterung der Liga in den späten 1960er bis frühen 1970er Jahren hervor, als die Teilnehmerzahl sukzessive von sechs auf 18 aufgestockt wurde. Nachdem sich das Team schnell in der Liga etabliert hatte, erreichte es 1975 das Finale um den prestigeträchtigen Stanley Cup, welches verloren ging. Nach einer längeren Durststrecke wiederholte Buffalo den Erfolg im Jahr 1999, ehe sie acht Jahre später die Spielzeit erstmals als punktbestes Team – ausgezeichnet mit der Presidents’ Trophy – beendeten.

## Geschichte
Buffalo sollte ursprünglich aufgrund der Initiative der Brüder Seymour und Northrup Knox für die Saison 1967/68 eine neue Franchise der NHL bekommen. Trotz großer Bemühungen gelang es den beiden nicht, die Führungsriege der Liga von ihren Plänen zu überzeugen.
Als sich die NHL dazu entschied, zur Saison 1970/71 zwei weitere Teams aufzunehmen, wurden Buffalo und Vancouver gegen eine Gebühr von jeweils sechs Millionen US-Dollar als Standorte der beiden neuen NHL-Klubs ausgewählt. Am 16. Januar 1970 wurde George „Punch“ Imlach als erster Trainer und General Manager des Klubs aus Buffalo verpflichtet. Imlach wurde ein Jahr zuvor von seinem Posten als General Managers der Toronto Maple Leafs entbunden. Bis zum Anfang des Jahres 1970 besaß das Team aus Buffalo noch keinen festen Namen, zu diesem Zweck wurde im Frühling 1970 ein Wettbewerb ins Leben gerufen, der Anregungen für die Benennung des Klubs erbringen sollte. Es gingen ungefähr 13.000 Vorschläge ein, unter denen auch der Beiname „Sabres“ (deutsch Säbel) war. Dieser wurde schließlich als bester Vorschlag ausgewählt und als neuer Teamname angenommen.
Im NHL Amateur Draft 1970 erlangten die Sabres durch Auslosung das erste Wahlrecht vor allen anderen Teams der Liga. Dadurch konnte sich Buffalo den begehrten Spieler Gilbert Perreault, der von den Montreal Junior Canadiens kam, sichern. Er schoss in seiner ersten NHL-Saison 38 Tore. Dies waren bis dato die meisten Tore eines Nachwuchsspielers in einer NHL-Saison. Folglich bekam er als bester Neuling die Calder Memorial Trophy überreicht. Die Sabres konnten in ihrer ersten Saison 24 Siege für eine Gesamtpunktzahl von 63 Punkten verbuchen. Sie landeten mit diesem Resultat auf dem fünften Platz der Eastern Division und damit noch vor dem zweiten neu gegründeten Team, den Vancouver Canucks mit 56 Zählern, sowie den Detroit Red Wings, die 55 Punkte sammelten. Für das Erreichen der Play-offs genügte die Punktanzahl nicht.

### The French Connection

Das erste Logo der Buffalo Sabres (1970–1996)

Der linke Flügelstürmer Rick Martin wurde von den Sabres im NHL Draft 1971 an insgesamt fünfter Stelle ausgewählt. Seine Leistungen in der Spielzeit 1971/72 waren mit 44 Toren und insgesamt 74 Punkten außerordentlich, wurden aber aufgrund der noch besseren Leistung von Ken Dryden nicht mit der Calder Memorial Trophy gekrönt. Aufgrund von gesundheitlichen Problemen musste George Imlach sein Traineramt an seinen Freund Joe Crozier übergeben. Die Suche nach einem passenden rechten Flügelstürmer für Rick Martin und Gilbert Perreault fand mit einem Tauschhandel mit den Pittsburgh Penguins 1972 ein Ende. Die Buffalo Sabres schickten Eddie Shack zu den Penguins und erhielten im Gegenzug René Robert. Das Trio sollte in den folgenden Jahren eine der erfolgreichsten Sturmreihen in den 1970ern bilden: die „French Connection“.
Im NHL Amateur Draft 1972 wurde der Verteidiger Jim Schoenfeld von Buffalo ausgewählt. In der Saison 1972/73 konnten die Sabres zum ersten Mal in ihrer Geschichte die Playoffs erreichen. Sie mussten sich allerdings in der ersten Runde gegen den späteren Stanley-Cup-Sieger, die Montréal Canadiens, geschlagen geben. 1974/75 erfolgte ein weiterer Trainerwechsel, Joe Crozier wurde durch Floyd Smith ersetzt. Dieser ermöglichte dem Team eine äußerst erfolgreiche Saison mit 49 Siegen und 113 Punkten. Der Spieler Danny Gare, der in dieser Zeit neu zum Klub stieß, war mit seinen 31 Treffern nicht unwesentlich an diesem Erfolg beteiligt. Nach unterdurchschnittlichen Leistungen in den Jahren 1973/74 verpassten die Sabres die Playoffs, eine Saison später erreichten die Sabres die Playoffs wieder. Unter Führung der „French Connection“ gelangten sie bis in das Stanley-Cup-Finale, nachdem sie zuvor die Chicago Black Hawks und die Montreal Canadiens besiegt hatten. Die Finalserie gegen die Philadelphia Flyers führte zu einem Kampf zwischen den beiden Topreihen der Teams: Die „French Connection“ gegen die gefährliche Sturmreihe der Flyers, die aus Bobby Clarke, Bill Barber und Reggie Leach bestand. Die ersten beiden Spiele konnte die Mannschaft aus Philadelphia gewinnen, Buffalo glich mit zwei Heimsiegen die Serie nach vier Spielen wieder mit 2:2 aus. Spiel fünf verloren die Sabres im Philadelphia Spectrum mit einem Endstand von 5:1. Auch Spiel sechs, das am 27. Mai 1975 stattfand, verlor das Team aus Buffalo und musste sich damit im Kampf um den Stanley Cup geschlagen geben.
Die Sabres blieben in den folgenden Jahren eines der erfolgreichsten Teams der NHL, konnten sich aber in der Endrunde nie bis zum endgültigen Ziel, dem Gewinn des Stanley Cups, durchsetzen. In der regulären Saison war das Team weiterhin eine gesetzte Größe, denn sie erreichten von der Spielzeit 1974/75 an bis in die Saison 1977/78 immer die 100 Punkte-Marke in der Abschlusstabelle. George Imlach wurde 1978 entlassen, auch der Trainer Marcel Pronovost musste nach einem schlechten Start in die Saison 1978/79 seinen Posten aufgeben. Nach einer kurzen Berufung von John Anderson als General Manager konnten die Sabres 1979 Scotty Bowman verpflichten. Dieser verbrachte die nächsten Jahre damit, weitreichende personelle Änderungen des Klubs vorzunehmen. Er verpflichtete die Spieler Mike Ramsey, Lindy Ruff, Hannu Virta, Phil Housley, Mike Foligno, Dave Andreychuk sowie die Torhüter Tom Barrasso und Daren Puppa. In der regulären Saison 1979/80 sammelten die Sabres auch aufgrund dieser personellen Veränderungen insgesamt 110 Punkte.

### Die 1980er Jahre
Die Umstrukturierungsmaßnahmen des Teams durch Scotty Bowman trugen in den nächsten Jahren Früchte: auch nach der hohen Punktausbeute von insgesamt 110 Punkten in der Saison 1979/80 erreichte das Team der Sabres die nächsten fünf Spielzeiten nie weniger als 89 Punkte.
Als 1984/85 die Playoffs mit einer Punktausbeute von nur 80 Punkten in der Hauptrunde verpasst wurden, wurde Bowman als General Manager der Buffalo Sabres entlassen und durch Gerry Meehan ersetzt, gleichzeitig übernahm Ted Sator die Rolle als Cheftrainer des Teams. Am Ende der Saison 1985/86 gab Gilbert Perreault nach 17 Jahren professioneller Eishockeykarriere seinen Rücktritt als aktiver Spieler bekannt. Obwohl ihm hiernach ein Angebot für einen Job bei den Buffalo Sabres gemacht wurde, lehnte er diesen ab und kehrte er nach Québec zurück. Dort wurde er im Nachwuchsbereich des Eishockeysports tätig. General Manager Gerry Meehan wählte mit der ersten Wahlberechtigung des NHL Entry Draft 1987 den Mittelstürmer Pierre Turgeon aus, der in den nächsten Jahren im Team eine große offensive Rolle übernahm.
1989, nach dem Zusammenbruch des Ostblocks, unterschrieb einer der besten sowjetischen Spieler, Alexander Mogilny, bei den Sabres. In der Saison 1992/93 schoss er 76 Tore. Diese Saison war auch die erste für Torhüter Dominik Hašek – der „Dominator“ wurde einer der besten Torhüter der 1990er Jahre.

### Die 1990er Jahre
Die Sabres, mit Hašek, Matthew Barnaby, Flügel Miroslav Šatan, Flügel Donald Audette und Center Michael Peca erreichten 1998 die Conference Finals, verloren aber gegen die Washington Capitals in sechs Spielen.
1999 schoss Šatan (Betonung auf der zweiten Silbe) 40 Tore. Die Sabres holten Stu Barnes von den Pittsburgh Penguins und Joé Juneau von den Washington Capitals. Michal Grošek hatte die beste Saison seiner Karriere, und die Sabres erreichten in diesem Jahr die Stanley Cup Finals. Sie kamen bis zu Spiel 6, bevor sie durch Brett Hulls Verlängerungs-Tor gegen die Dallas Stars verloren.
Die Saison 1999/2000 war nicht so überzeugend; der Hauptgrund lag vor allem an der langen Verletzung von Hašek und die beiden Backups Dwayne Roloson und Martin Biron spielten zwar sehr solide, allerdings nicht so überragend wie „Der Dominator“, der mehrere Spiele für Buffalo allein gewann. Die Sabres schieden in der ersten Playoff-Runde gegen Philadelphia in sechs Spielen aus.

### Seit 2000
2000/01 erreichten die Sabres die zweite Playoff-Runde, verloren dort gegen die Penguins. 2002 ging es abwärts mit den Sabres, denn Adelphia Communications, der Besitzer, ging bankrott. Nachdem sie eine kurze Zeit von der Liga geführt wurden, kaufte sie Milliardär Tom Golisano 2003 auf.
In der Saison 2005/06 konnten die Sabres durch ein kompromissloses Offensivspiel überzeugen, wobei vor allem die schnellen Stürmer von den Regeländerungen profitierten. Torhüter Ryan Miller etablierte sich in seinem Rookie-Jahr als feste Stütze des Teams, so dass nicht nur viele Tore erzielt wurden, sondern auch Gegentore rar blieben. Die Sabres erreichten die Play-offs und avancierten bis ins Conference-Finale. Dort scheiterten sie an den späteren Stanley Cup Gewinner, den Carolina Hurricanes.

Neues Schulter-Logo

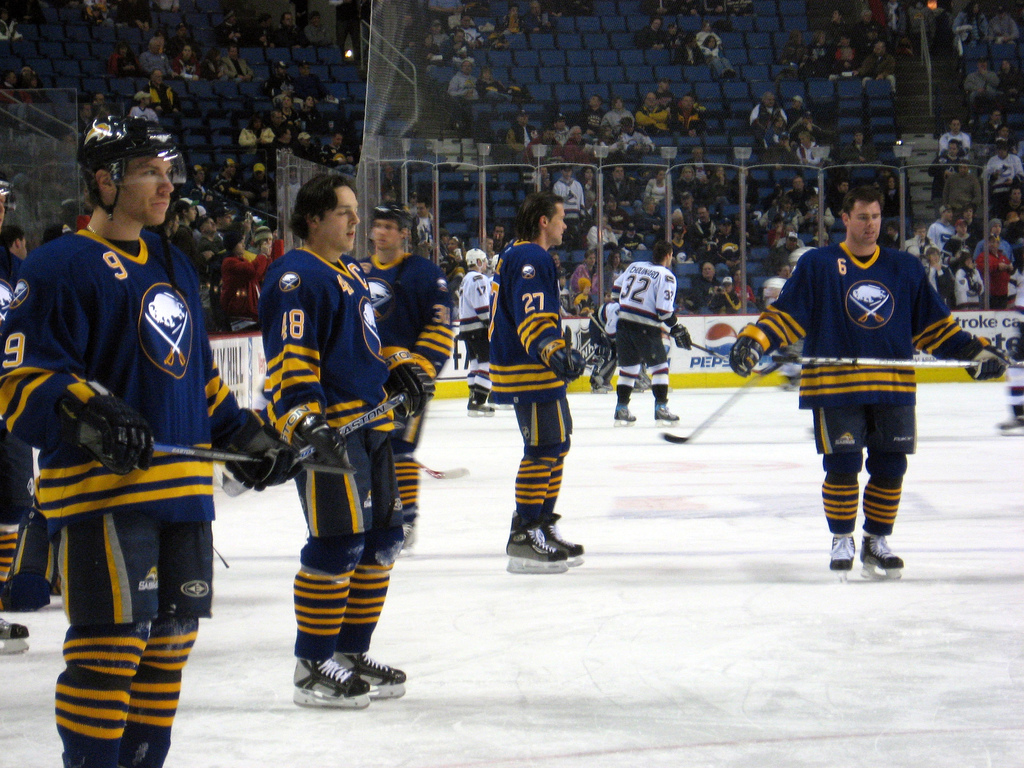
Derek Roy, Daniel Brière, Teppo Numminen und Jaroslav Špaček, Jan. 2007

Vor der nächsten Saison präsentierten sich die Sabres in neuen Trikots sowie mit einem neuen Teamlogo. Bei den Fans stieß das neue Design zunächst auf Ablehnung, allerdings wuchsen die Verkaufszahlen des Sabres-Merchandising um 1000 % nach der Veröffentlichung der neuen Trikots. Die Diskussion um das neue Design überschattete den Beginn des Trainingslagers, in das das teuerste Sabres-Team aller Zeiten ging. Um den Salary Cap von 44 Mio. US-Dollar nicht zu überschreiten, konnten Jay McKee, J.P. Dumont und Mike Grier nicht weiterverpflichtet werden.
Die Saison 2006/07 begannen die Sabres mit zehn Siegen in Folge und stellten so den Startrekord der Toronto Maple Leafs aus dem Jahr 1993 ein. Zum alleinigen Rekord reichte es jedoch nicht, da die Sabres ihr elftes Spiel gegen die Atlanta Thrashers im Penaltyschießen verloren. Am 5. November 2006 schlugen die Sabres die New York Rangers im Madison Square Garden, New York, und stellten damit einen neuen NHL-Rekord für in Folge gewonnene Auswärtsspiele auf. Diese Folge von Auswärtserfolgen konnte sogar noch auf zehn Siege ausgebaut werden, bevor man am 18. November in Ottawa verlor.
Drei Spieler der Sabres wurden für das All-Star Spiel nominiert: Center Daniel Brière, Verteidiger Brian Campbell und Torhüter Ryan Miller. Da die Sabres die Tabelle der Eastern Conference zu diesem Zeitpunkt anführten, wurde Lindy Ruff als Trainer des All-Star-Teams berufen. Auch Thomas Vanek wurde zum All-Star Wochenende eingeladen, um am YoungStars-Spiel teilzunehmen.
Mit 113 Punkten (Punktgleich mit Detroit) wurden die Sabres Erster der NHL und gewannen so die Presidents Trophy. In der ersten Runde der Play-offs bezwangen die Sabres die New York Islanders mit 4-1. In der zweiten Runden ging es gegen die New York Rangers, die sie mit 4-2 besiegten. In der dritten Runde spielten sie gegen die Ottawa Senators, gegen die sie 1-4 unterlagen.
Die Verträge von Daniel Brière und Chris Drury, die sich in den letzten zwei Spielzeiten zu den wichtigsten Stürmern in der Mannschaft entwickelt hatten und zudem sich die Rolle als Mannschaftskapitän teilten, liefen zum Saisonende aus. Bis zum 1. Juni konnten sie sich mit den Sabres nicht auf neue Verträge einigen und so verließen beide das Team. Chris Drury unterschrieb bei den New York Rangers, Daniel Brière wechselte für sechs Jahre zu den Philadelphia Flyers.
Jungstar Thomas Vanek erhielt als RFA (Restricted Free Agent) ein Angebot von den Edmonton Oilers, für sieben Jahre und 50 Millionen Dollar nach Kanada zu wechseln. Allerdings zogen die Sabres gleich und sicherten sich somit Vanek bis zur Saison 2013/14. Derek Roy wurde ebenfalls mit einem Langzeit-Vertrag über sechs Jahre ausgestattet.
Im Februar 2011 wurden das Sabres-Franchise vom US-amerikanischen Milliardär Terrence Pegula gekauft. Lindy Ruff wurde nach einem holprigen Start der Sabres in die durch den Lockout verkürzte Saison am 20. Februar 2013 von seinen Aufgaben als Sabres-Headcoach entbunden. Als Interimslösung folgte auf ihn der US-Amerikaner Ron Rolston, welcher zuvor als Cheftrainer der Rochester Americans tätig war. Obwohl sein Vertrag zur Saison 2013/14 verlängert wurde, war Rolstons Zeit als Cheftrainer nach neun Monaten wieder zu Ende. Am 13. November 2013 standen die Sabres nach dem schlechtesten Saisonstart ihrer Mannschaftsgeschichte mit nur vier Siegen aus 20 Spielen auf dem letzten Platz der Liga. Aufgrund der anhaltenden Misserfolge entließen sie daraufhin Rolston und General Manager Darcy Regier, der seit 1997 im Amt war. Als neuer Trainer wurde Ted Nolan, als neuer General Manager knapp zwei Monate später Tim Murray vorgestellt.

## Spielstätten

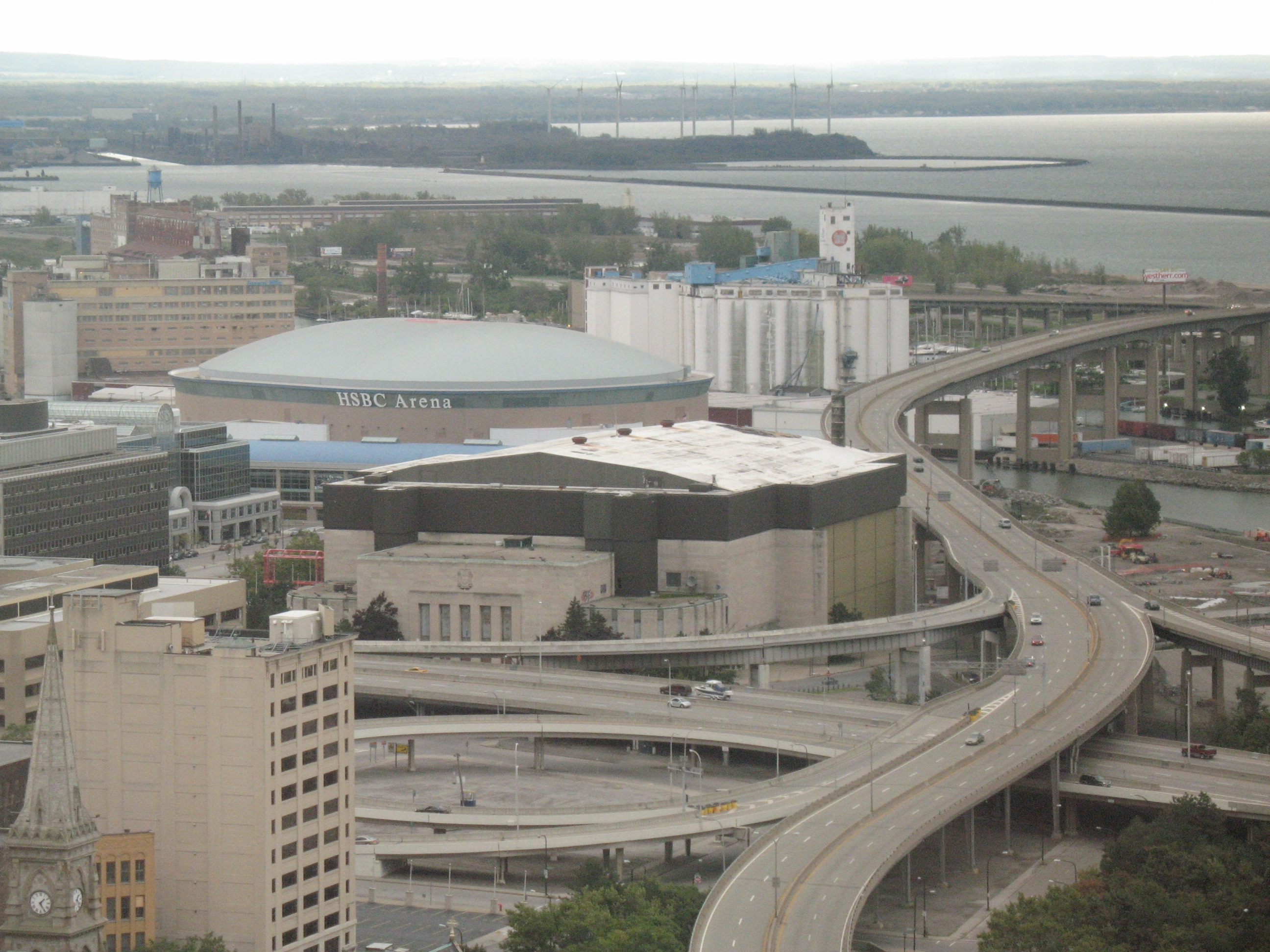
Das KeyBank Center, direkt hinter dem Memorial Auditorium

Von 1970 bis 1996 spielte man in Buffalo im 16.433 fassenden Buffalo Memorial Auditorium, das auch kurz The Aud genannt wurde. Über die Jahre vergrößerte man das Aud, damit man hinsichtlich der Kapazität anderen Teams nicht hinterherhing. Es war das letzte Stadion, dessen Spielfeld nicht den von der NHL vorgegebenen Abmessungen entsprach.
Zur Saison 1996/97 zog man über die Straße in die neu errichtete Marine Midland Arena, die 18.690 fasst. Am 16. November 1996 fiel einige Minuten nach dem Ende eines Trainings der 8-seitige-Videowürfel von der Hallendecke herunter. Niemand wurde verletzt, aber das einige Stunden später angesetzte Spiel zwischen den Sabres und den Boston Bruins wurde verschoben. Nachdem die Marine Midland Bank von der HSBC Bank gekauft wurde, nannte man die Arena zur 2000/01 Saison in HSBC Arena um. Im August 2011 wurde ein neuer Sponsorenvertrag über den Namen abgeschlossen. Fortan trug die Halle den Namen First Niagara Center, benannt nach der First Niagara Bank. Diese wurde von der KeyBank übernommen, sodass die Arena im September 2016 in KeyBank Center umbenannt wurde.

## Farmteams
Zu den Sabres, wie zu allen anderen NHL-Teams, gehört auch eine Mannschaft in niederklassigeren Ligen, ein sogenanntes Farmteam. Im Falle der Sabres sind dies seit 2011 die Rochester Americans in der American Hockey League. Die Farmteams werden in der NHL oft dazu benutzt, die Nachwuchsspieler und Rookies auf die „richtigen“ NHL-Spiele vorzubereiten.
Den Nachwuchs beziehen die Sabres dabei, wie die anderen Vereine, vor allem über den NHL Entry Draft, über den alljährlich die vielversprechendsten Nachwuchsspieler in die Liga gelangen.
Die Farmteams der Buffalo Sabres seit 1970:
| Zeitraum  | Mannschaft              | Liga |
| 1970–1972 | Salt Lake Golden Eagles | WHL  |
| 1971–1974 | Cincinnati Swords       | AHL  |
| 1971–1973 | Charlotte Checkers      | EHL  |
| 1973–1977 | Charlotte Checkers      | SHL  |
| 1974–1979 | Hershey Bears           | AHL  |
| 1975–1976 | Buffalo Norsemen        | NAHL |
| 1977–1980 | Milwaukee Admirals      | IHL  |

| Zeitraum  | Mannschaft               | Liga |
| 1980–1981 | Port Huron Flags         | IHL  |
| 1980–2008 | Rochester Americans      | AHL  |
| 1981–1985 | Flint Generals           | IHL  |
| 1985–1986 | Saginaw Generals         | IHL  |
| 1986–1989 | Flint Spirits            | IHL  |
| 1992–1994 | Erie Panthers            | ECHL |
| 1995–2003 | South Carolina Stingrays | ECHL |

| Zeitraum  | Mannschaft                 | Liga |
| 1999–2000 | Phoenix Roadrunners        | IHL  |
| 2004–2007 | B. C. Icemen               | UHL  |
| 2005–2008 | Bossier-Shreveport Mudbugs | CHL  |
| 2008–2011 | Portland Pirates           | AHL  |
| seit 2011 | Rochester Americans        | AHL  |
| 2014–2017 | Elmira Jackals             | ECHL |
| 2017–2023 | Cincinnati Cyclones        | ECHL |
| seit 2023 | Jacksonville Icemen        | ECHL |

## Diverses

### Vereinsfarben und Logos
Zu Beginn spielte man in Buffalo in blau, gelb und weiß. Das runde Logo mit einem goldenen Rand hatte einen blauen Hintergrund auf dem ein weißer Büffel über zwei gekreuzten Säbeln mit goldenen Griffen zu sehen war. Mit dem Umzug in das neue Stadion 1996, änderte man die Teamfarben in rot, schwarz, silber und weiß. Als Logo hatte man nun einen Büffelkopf. Die Säbel waren nur noch auf dem alternativen Logo zu sehen. Zehn Jahre später, kehrte man 2006 wieder zu blau als Grundfarbe, nun mit gold und silber zurück. Das erste Logo ziert das dritte Trikot des Teams.

### Kurioses
Mit Taro Tsujimoto wurde im NHL Amateur Draft 1974 von den Sabres der erste Japaner in der Geschichte des Eishockey-Drafts ausgewählt. Nur wenige Wochen später stellte sich jedoch heraus, dass der Spieler und sein Team Tokyo Katanas gar nicht existierten. Punch Imlach hatte, dem Draft-System gegenüber kritisch eingestellt, einfach einen Namen aus dem Telefonbuch von Buffalo herausgesucht und in der 13. Runde des Entry Draft den fiktiven Spieler ausgewählt; der Teamname Katanas heißt übersetzt Sabres. Allerdings hatte die NHL zum Zeitpunkt, als der Scherz aufgeklärt wurde, die Wahl von Tsujimoto bereits offiziell gemacht, und in den Medien war bereits darüber berichtet worden, unter anderem vom angesehenen Fachblatt The Hockey News. Erst als bereits mehrere NHL-Rekordbücher mit dem Fantasienamen gedruckt waren deklarierte die NHL die Wahl von Tsujimoto als einen ungültigen Draftpick.
Noch viele Jahre danach wurde von den Zuschauern, wenn es für die Sabres auf dem Eis einmal nicht optimal lief, scherzhaft die Einwechslung von Taro gefordert, zudem bedachten Fans die gegnerische Mannschaft auf Bannern zuweilen unter dem Motto „Taro says: …“ mit pfiffigen Kommentaren und Wünschen.
2011 erschien bei Panini America sogar eine Spielerkarte mit dem Namen Tsujimoto, auf der ein unbekannter asiatischer Eishockeyspieler ein dem der Sabres ähnelndes blau-goldenes Trikot trägt.

## Erfolge und Ehrungen

### Sportliche Erfolge
| Presidents’ Trophies     |                           |
| Saison                   |                           |
| 2006/07                  |                           |
| Conference Championships | Saison                    |
| Prince of Wales Trophy   | 1974/75, 1979/80, 1998/99 |
| Division Championships   | Saison                    |
| Adams Division           | 1974/75, 1979/80, 1980/81 |
| Northeast Division       | 1996/97, 2006/07, 2009/10 |

Den ersten großen Erfolg feierten die Buffalo Sabres in der Saison 1974/75 als erfolgreichstes Team der Wales Conference. Ebenso wie die Montréal Canadiens kamen sie auf 113 Punkte, doch die Sabres errangen im Saisonverlauf zwei Siege mehr als die Canadiens. Daher gewannen sie die Prince of Wales Trophy. Diesen Erfolg wiederholten sie in der Saison 1979/80.
Als die Sabres 1998/99 die Prince of Wales Trophy zum dritten Mal gewannen, wurde diese nicht mehr an das beste Team der Wales Conference in der regulären Saison vergeben, sondern an den Playoff-Sieger der Eastern Conference. So kamen die Sabres auch erstmals in die Finalspiele um den Stanley Cup. Durch ein umstrittenes Tor in der dritten Overtime unterlagen sie im sechsten Spiel der Serie gegen die Dallas Stars.
In der Saison 2006/07 belegten die Sabres den ersten Platz nach Beendigung der regulären Saison und gewannen die damit verbundene Presidents’ Trophy. Mit 53 Siegen in 82 Saisonspielen führten die Sabres die Liga an und belegten die Spitzenposition, punktgleich mit den Detroit Red Wings, die jedoch drei Spiele weniger gewonnen hatten.
Zudem gewannen die Sabres sechs Divisiontitel.

### NHL Awards und All-Star Team-Nominierungen
Bill Masterton Memorial Trophy
- Don Luce: 1974/75
- Pat LaFontaine: 1994/95

Calder Memorial Trophy
- Gilbert Perreault: 1970/71
- Tom Barrasso: 1983/84
- Tyler Myers: 2009/10

Frank J. Selke Trophy
- Craig Ramsay: 1984/85
- Michael Peca: 1996/97

Hart Memorial Trophy
- Dominik Hašek: 1996/97, 1997/98

Jack Adams Award
- Ted Nolan: 1996/97
- Lindy Ruff: 2005/06

King Clancy Memorial Trophy
- Rob Ray: 1998/99

Lady Byng Memorial Trophy
- Gilbert Perreault: 1972/73

Lester B. Pearson Award
- Dominik Hašek: 1996/97, 1997/98

Lester Patrick Trophy
- Pat LaFontaine: 1996/97
- Scotty Bowman: 2000/01

NHL Foundation Player Award
- Rob Ray: 1998/99
- Ryan Miller: 2009/10

NHL Plus/Minus Award
- Thomas Vanek: 2006/07

Vezina Trophy
- Don Edwards & Bob Sauvé: 1979/80
- Tom Barrasso: 1983/84
- Dominik Hašek: 1993/94, 1994/95, 1996/97, 1997/98, 1998/99, 2000/01
- Ryan Miller: 2009/10

William M. Jennings Trophy
- Tom Barrasso & Bob Sauvé: 1984/85
- Dominik Hašek & Grant Fuhr: 1993/94
- Dominik Hašek: 2000/01

### NHL All-Star Game-Nominierungen
Abkürzungen: GP = Spiele, G = Tore, A = Vorlagen,
Pts = Punkte
| Name              | von – bis | GP | G | A | Pts |
| Rick Martin       | 1972–1978 | 7  | 4 | 3 | 7   |
| Gilbert Perreault | 1971–1984 | 6  | 1 | 2 | 3   |
| Dominik Hašek     | 1996–2001 | 5  | – | – | –   |
| Mike Ramsey       | 1982–1986 | 4  | 0 | 0 | 0   |
| Alexander Mogilny | 1992–1994 | 3  | 2 | 2 | 4   |
| Phil Housley      | 1984–1990 | 3  | 0 | 2 | 2   |

Mit sieben Teilnahmen für die Sabres ist Rick Martin der Spieler, der auf die meisten Teilnahmen in der Geschichte des Teams zurückblicken kann. Mit sieben Punkten, darunter vier Tore, ist er auch der erfolgreichste Spieler. Daniel Brière, der die Sabres nur bei einem Spiel vertrat, gelangen vier Vorlagen – mehr als jedem anderen Spieler des Teams.
Beim All-Star Game 1971 war Rookie Gilbert Perreault der erste Spieler, der für Buffalo teilnahm. 1973 gelang René Robert dann der erste Treffer bei einem All-Star-Game. Als erster Trainer der Sabres betreute Scotty Bowman 1980 ein All-Star-Team. Auch im Jahr darauf wurde er als Trainer nominiert. Ebenfalls zweimal war Lindy Ruff Cheftrainer des All-Star-Teams. Nach 1999 leitete er das Team auch 2005.
Mit Rick Martin (1977) und Daniel Brière (2007) war zweimal ein Spieler der Sabres wertvollster Spieler des All-Star-Games.
Außer den All-Star-Games gab es drei weitere Anlässe, bei dem die NHL ein All-Star-Team stellte. Bei der Summit Series 1972 stand mit Gilbert Perreault ein Spieler aus Buffalo im Kader. Perreault spielte auch beim Challenge Cup 1979 für die NHL-Auswahl. In beiden Serien war er als Torschütze erfolgreich. Auch beim Rendez-vous ’87, bei dem das Team der NHL erneut gegen die sowjetische Nationalmannschaft spielte, wurde mit Mike Ramsey ein Spieler der Sabres berücksichtigt.

### Franchiserekorde
Im Folgenden werden ausgewählte Spielerrekorde des Franchise sowohl über die gesamte Karriere als auch über einzelne Spielzeiten aufgeführt.

#### Karriere
|                                   | Name              | Anzahl                                   |
| Meiste Spiele                     | Gilbert Perreault | 1.191 (in 17 Spielzeiten)                |
| Meiste aufeinanderfolgende Spiele | Craig Ramsay      | 776 (27. März 1973 bis 10. Februar 1983) |
| Meiste Tore                       | Gilbert Perreault | 512                                      |
| Meiste Vorlagen                   | Gilbert Perreault | 814                                      |
| Meiste Punkte                     | Gilbert Perreault | 1.326 (512 Tore + 814 Vorlagen)          |
| Meiste Strafminuten               | Rob Ray           | 3.189                                    |
| Meiste Shutouts                   | Dominik Hašek     | 55                                       |

#### Saison
|                               | Name              | Anzahl                      | Saison  |
| Meiste Tore                   | Alexander Mogilny | 76                          | 1992/93 |
| Meiste Vorlagen               | Pat LaFontaine    | 95                          | 1992/93 |
| Meiste Punkte                 | Pat LaFontaine    | 148 (53 Tore + 95 Vorlagen) | 1992/93 |
| Meiste Punkte als Rookie      | Rick Martin       | 74 (44 Tore + 30 Vorlagen)  | 1971/72 |
| Meiste Punkte als Verteidiger | Phil Housley      | 81 (21 Tore + 60 Vorlagen)  | 1989/90 |
| Meiste Strafminuten           | Rob Ray           | 354                         | 1991/92 |
| Meiste Siege als Torhüter     | Ryan Miller       | 41                          | 2009/10 |

## Trainer

### Von Imlach bis Bowman (1970–1986)
Abkürzungen: GC = Spiele, W = Siege, L = Niederlagen, T = Unentschieden, OTL = Niederlagen nach
Overtime, Pts = Punkte, Pts % = Punktquote
| Name             | Saison           | Reguläre Saison | Reguläre Saison | Reguläre Saison | Reguläre Saison | Reguläre Saison | Reguläre Saison | Playoffs | Playoffs | Playoffs |
| Name             | Saison           | GC              | W               | L               | T               | Pts             | Pts %           | GC       | W        | L        |
| Punch Imlach     | 1970/71–1971/72* | 119             | 32              | 62              | 25              | 89              | .269            | —        | —        | —        |
| Floyd Smith      | 1971/72*         | 1               | 0               | 1               | 0               | 0               | .000            | —        | —        | —        |
| Joe Crozier      | 1971/72*–1973/74 | 192             | 77              | 80              | 35              | 189             | .401            | 6        | 2        | 4        |
| Floyd Smith      | 1974/75–1976/77  | 240             | 143             | 61              | 36              | 322             | .596            | 32       | 16       | 16       |
| Marcel Pronovost | 1977/78–1978/79* | 104             | 52              | 29              | 23              | 127             | .500            | 8        | 3        | 5        |
| Billy Inglis     | 1978/79*         | 56              | 28              | 18              | 10              | 66              | .500            | 3        | 1        | 2        |
| Scotty Bowman    | 1979/80          | 80              | 47              | 17              | 16              | 110             | .588            | 14       | 9        | 5        |
| Roger Neilson    | 1980/81          | 80              | 39              | 20              | 21              | 99              | .488            | 8        | 4        | 4        |
| Jim Roberts      | 1981/82*         | 45              | 21              | 16              | 8               | 50              | .467            | —        | —        | —        |
| Scotty Bowman    | 1980/81*–1984/85 | 312             | 160             | 110             | 42              | 362             | .513            | 22       | 9        | 13       |
| Jim Schoenfeld   | 1985/86*         | 43              | 19              | 19              | 5               | 43              | .442            | —        | —        | —        |
| Scotty Bowman    | 1985/86*–1986/87 | 12              | 3               | 7               | 2               | 8               | .250            | —        | —        | —        |

* Wechsel während der laufenden Saison
Als Trainer und General Manager hatte Punch Imlach in Toronto zahlreiche Erfolge gefeiert und auch bei den neu gegründeten Sabres übernahm er anfangs beide Positionen. Im Laufe der zweiten Spielzeit holte er sich für die Position hinter der Bande Verstärkung.

### Seit 1987
| Name          | Saison            | Reguläre Saison | Reguläre Saison | Reguläre Saison | Reguläre Saison | Reguläre Saison | Reguläre Saison | Reguläre Saison | Playoffs | Playoffs | Playoffs |
| Name          | Saison            | GC              | W               | L               | T               | OTL             | Pts             | Pts %           | GC       | W        | L        |
| Craig Ramsay  | 1986/87           | 21              | 4               | 15              | 2               | —               | 10              | .190            | —        | —        | —        |
| Ted Sator     | 1986/87–1988/89   | 207             | 96              | 89              | 22              | —               | 214             | .464            | 11       | 3        | 8        |
| Rick Dudley   | 1989/90–1991/92*  | 188             | 85              | 72              | 31              | —               | 201             | .452            | 12       | 4        | 8        |
| John Muckler  | 1991/92*–1994/95  | 268             | 125             | 109             | 34              | —               | 284             | .466            | 27       | 11       | 16       |
| Ted Nolan     | 1995/96–1996/97   | 164             | 73              | 72              | 19              | —               | 165             | .445            | 12       | 5        | 7        |
| Lindy Ruff    | 1997/98–2012/13*  | 1165            | 571             | 432             | 78              | 84              | 1304            | .559            | 101      | 57       | 44       |
| Ron Rolston   | 2012/13*–2013/14* | 51              | 19              | 26              | —               | 6               | 44              | .431            | —        | —        | —        |
| Ted Nolan     | 2013/14*–2014/15  | 82              | 23              | 51              | —               | 8               | 54              | .329            | —        | —        | —        |
| Dan Bylsma    | 2015/16–2016/17   | 164             | 68              | 73              | —               | 23              | 159             | .485            | —        | —        | —        |
| Phil Housley  | 2017/18–2018/19   | 164             | 58              | 84              | —               | 22              | 138             | .421            | —        | —        | —        |
| Ralph Krueger | 2019/20–2020/21*  | 97              | 36              | 49              | —               | 12              | 84              | .433            | —        | —        | —        |
| Don Granato   | 2020/21*–2023/24  | 274             | 122             | 125             | —               | 27              | 271             | .495            | —        | —        | —        |
| Lindy Ruff    | seit 2024/25      | 82              | 36              | 39              | —               | 7               | 79              | .482            | —        | —        | —        |

## General Manager
| Name            | Saison           |
| Punch Imlach    | 1970/71–1977/78  |
| John Anderson   | 1978/79          |
| Scotty Bowman   | 1979/80–1986/87  |
| Gerry Meehan    | 1987/88–1992/93  |
| John Muckler    | 1993/94–1996/97  |
| Darcy Regier    | 1997/98–2013/14* |
| Tim Murray      | 2013/14*–2016/17 |
| Jason Botterill | 2017/18–2019/20  |
| Kevyn Adams     | seit 2020/21     |

## Spieler

### Kader der Saison 2024/25
Stand: 22. Juni 2025
| Nr. | Nat.                        | Spieler                | Pos. | Geburtsdatum       | in Org. seit | Geburtsort                           |
| --- | --------------------------- | ---------------------- | ---- | ------------------ | ------------ | ------------------------------------ |
| 1   | Finnland                    | Ukko-Pekka Luukkonen   | G    | 9. März 1999       | 2018         | Espoo, Finnland                      |
| 47  | Kanada                      | James Reimer           | G    | 15. März 1988      | 2024         | Winnipeg, Manitoba, Kanada           |
| 24  | Kanada                      | Jacob Bernard-Docker   | D    | 30. Juni 2000      | 2025         | Canmore, Alberta, Kanada             |
| 78  | Kanada                      | Jacob Bryson           | D    | 18. November 1997  | 2019         | London, Ontario, Kanada              |
| 4   | Kanada                      | Bowen Byram            | D    | 13. Juni 2001      | 2024         | Cranbrook, British Columbia, Kanada  |
| 26  | Schweden                    | Rasmus Dahlin – C      | D    | 13. April 2000     | 2018         | Trollhättan, Schweden                |
|     | Vereinigte Staaten          | Michael Kesselring     | D    | 13. Januar 2000    | 2025         | New Hampton, New Hampshire, USA      |
| 25  | Kanada                      | Owen Power             | D    | 22. November 2002  | 2022         | Mississauga, Ontario, Kanada         |
| 23  | Vereinigte Staaten Schweden | Mattias Samuelsson – A | D    | 14. März 2000      | 2020         | Philadelphia, Pennsylvania, USA      |
|     | Kanada                      | Conor Timmins          | D    | 18. September 1998 | 2025         | St. Catharines, Ontario, Kanada      |
| 9   | Kanada                      | Zach Benson            | LW   | 12. Mai 2005       | 2023         | Chilliwack, British Columbia, Kanada |
| 12  | Vereinigte Staaten          | Jordan Greenway        | LW   | 16. Februar 1997   | 2023         | Canton, New York, USA                |
| 19  | Kanada                      | Peyton Krebs           | C    | 26. Januar 2001    | 2021         | Calgary, Alberta, Kanada             |
| 20  | Tschechien                  | Jiří Kulich            | C    | 14. April 2004     | 2022         | Kadaň, Tschechien                    |
| 81  | Vereinigte Staaten          | Sam Lafferty           | C    | 6. März 1995       | 2024         | Hollidaysburg, Pennsylvania, USA     |
| 29  | Kanada                      | Beck Malenstyn         | LW   | 4. Februar 1998    | 2024         | Delta, British Columbia, Kanada      |
| 71  | Kanada                      | Ryan McLeod            | C    | 21. September 1999 | 2024         | Mississauga, Ontario, Kanada         |
| 13  | Vereinigte Staaten          | Josh Norris            | C    | 5. Mai 1999        | 2025         | Oxford, Michigan, USA                |
| 22  | Kanada                      | Jack Quinn             | RW   | 19. September 2001 | 2020         | Ottawa, Ontario, Kanada              |
| 72  |                             | Tage Thompson – A      | C    | 30. Oktober 1997   | 2018         | Phoenix, Arizona, USA                |
| 89  | Vereinigte Staaten          | Alex Tuch – A          | RW   | 10. Mai 1996       | 2017         | Syracuse, New York, USA              |
| 17  | Vereinigte Staaten          | Jason Zucker           | LW   | 16. Januar 1992    | 2024         | Newport Beach, Kalifornien, USA      |

### Mannschaftskapitäne
In der Geschichte der Sabres gab es bisher 19 verschiedene Spieler, die das Amt des Mannschaftskapitäns innehatten.
| Jahr      | Name               |
| 1970–1971 | Floyd Smith        |
| 1971–1974 | Gerry Meehan       |
| 1974–1977 | Jim Schoenfeld     |
| 1977–1981 | Danny Gare         |
| 1981–1986 | Gilbert Perreault  |
| 1986–1989 | Lindy Ruff         |
| 1989–1990 | Mike Foligno       |
| 1990–1992 | Mike Ramsey        |
| 1992–1997 | Pat LaFontaine     |
| 1993–1994 | Alexander Mogilny* |
| 1997–2000 | Michael Peca       |
| 1997–1998 | Donald Audette*    |
| 2000–2001 | kein Kapitän       |

| Jahr      | Name |
| 2001–2003 | Stu Barnes |
| 2003–2004 | Miroslav Šatan (Oktober) Chris Drury (November) James Patrick (Dezember) Jean-Pierre Dumont (Januar) Daniel Brière (Februar) Chris Drury (März & April) |
| 2005–2007 | Daniel Brière Chris Drury |
| 2007–2008 | Jochen Hecht (Oktober) Toni Lydman (November) Brian Campbell (Dezember) Jaroslav Špaček (Januar) Jochen Hecht (Februar) Jason Pominville (März & April) |
| 2008–2011 | Craig Rivet |
| 2011–2013 | Jason Pominville |
| 2013      | Thomas Vanek und Steve Ott |
| 2013–2014 | Steve Ott |
| 2014–2017 | Brian Gionta |
| 2017–2018 | vier Assistenzkapitäne |
| 2018–2021 | Jack Eichel |
| 2022–2024 | Kyle Okposo |
| seit 2024 | Rasmus Dahlin |

Floyd Smith, der bereits über 500 Spiele in 15 Jahren in der NHL bestritten hatte, war 1970 der erste Spieler der Sabres, der das „C“ tragen durfte. Allerdings beendete er nur ein Jahr später seine Karriere und das Kapitänsamt ging an Gerry Meehan, der bis zu seinem Wechsel zu den Vancouver Canucks 1974 das Amt bekleidete. Jim Schoenfeld führte die Mannschaft die folgenden drei Jahre an, ehe Danny Gare mit einer vierjährigen Amtszeit bis 1981 folgte.
Nach dem Abschied von Danny Gare nach Detroit wurde Gilbert Perreault zum neuen Mannschaftskapitän ernannt. Perreault gehörte bereits als 20-Jähriger bei der Gründung des Franchise im Jahr 1970 zum Kader und war einer der besten Scorer in den ersten zehn Jahren des Bestehens. Er trug das „C“ bis zum Ende seiner Karriere 1986. Auf ihn folgte Lindy Ruff mit einer dreijährigen Amtszeit. 1990 wurde Mike Foligno zum Kapitän ernannt, führte die Sabres aber nur 31 Mal aufs Eis, ehe er während der Saison zu den Toronto Maple Leafs wechselte und Mike Ramsey das Amt übernahm.
1992 entschied sich Ramsey das „C“ zugunsten des neuen Stars der Mannschaft Pat LaFontaine abzugeben. Bis zu seinem Karriereende im Jahr 1997 hatte LaFontaine das Amt inne. Während einer Verletzungspause LaFontaines in der Saison 1993/94 wurde er durch Alexander Mogilny vertreten. Auf LaFontaine folgte der 23-jährige Michael Peca, dem jedoch nach Meinungsverschiedenheiten mit dem Management im Sommer 2000 das Amt entzogen wurde.
Der Posten des Mannschaftskapitäns blieb in der folgenden Saison unbesetzt und erst 2001 wurde mit Stu Barnes ein neuer Kapitän ernannt. Nachdem Barnes nach zwei Jahren die Sabres verlassen hatte, entschieden sich die Sabres während der Saison 2003/04 das „C“ jeden Monat an einen anderen Spieler zu vergeben, sodass es mit Miroslav Šatan, Chris Drury, Jean-Pierre Dumont, Daniel Brière und James Patrick insgesamt fünf Kapitäne in der Spielzeit gab.
Nachdem Ausfall der Saison 2004/05 legten sich die Sabres schließlich auf Daniel Brière und Chris Drury fest, die im Wechsel das „C“ trugen. Als beide Spieler im Sommer 2007 die Mannschaft verließen, entschied die Mannschaft, dass man wieder zum monatlichen Rotationsprinzip zurückkehrte und der Deutsche Jochen Hecht im Oktober der Mannschaftskapitän war. Ihm folgten die Verteidiger Toni Lydman, Brian Campbell und Jaroslav Špaček, ehe Hecht im Februar erneut Kapitän wurde. Danach wurde Jason Pominville für den Rest der Saison zum Spielführer ernannt.
Zu Beginn der Saison 2008/09 wurde mit dem neuverpflichteten Craig Rivet ein neuer Kapitän für die komplette Spielzeit präsentiert. Dieser blieb bis Februar 2011 Kapitän.

### Mitglieder der Hockey Hall of Fame
| Name              | Aufnahme | Position                |
| Dave Andreychuk   | 2017     | Spieler                 |
| Tom Barrasso      | 2023     | Spieler                 |
| Scotty Bowman     | 1991     | Trainer General Manager |
| Dick Duff         | 2006     | Spieler                 |
| Grant Fuhr        | 2003     | Spieler                 |
| Clark Gillies     | 2002     | Spieler                 |
| Doug Gilmour      | 2011     | Spieler                 |
| Dale Hawerchuk    | 2001     | Spieler                 |
| Tim Horton        | 1977     | Spieler                 |
| Punch Imlach      | 1984     | Trainer General Manager |
| Seymour Knox      | 1993     | Besitzer                |
| Pat LaFontaine    | 2003     | Spieler                 |
| Roger Neilson     | 2002     | Trainer                 |
| Gilbert Perreault | 1990     | Spieler                 |
| Pierre Turgeon    | 2023     | Spieler                 |

### Gesperrte Trikotnummern
| Nr. | Name              | Sperrungsdatum             |
| 2   | Tim Horton        | 15. Januar 1996            |
| 7   | Rick Martin       | 15. November 1995          |
| 11  | Gilbert Perreault | 17. Oktober 1990           |
| 14  | René Robert       | 15. November 1995          |
| 16  | Pat LaFontaine    | 3. März 2006               |
| 18  | Danny Gare        | 22. November 2005          |
| 30  | Ryan Miller       | 19. Januar 2023            |
| 39  | Dominik Hašek     | 13. Januar 2015            |
| 99  | Wayne Gretzky     | 6. Februar 2000 (ligaweit) |

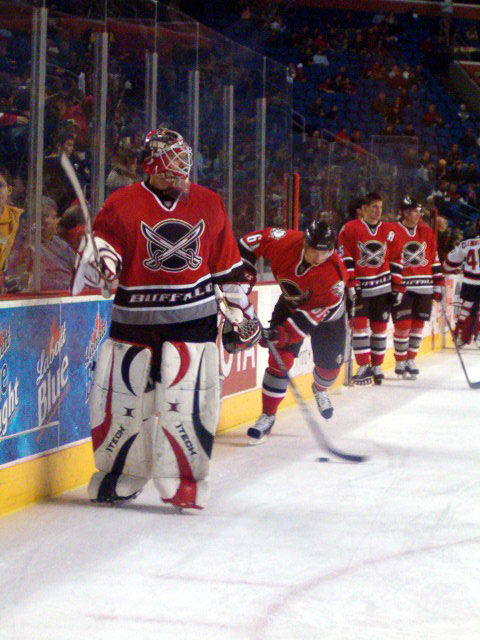
Spieler der Sabres im Januar 2006

Diese Nummern hängen als Banner im KeyBank Center und werden an keinen Spieler der Buffalo Sabres mehr verliehen.

### Top-10-Wahlrechte im NHL Entry Draft
| Name              | Jahr | Draft-Position |
| Gilbert Perreault | 1970 | 1.             |
| Rick Martin       | 1971 | 5.             |
| Jim Schoenfeld    | 1972 | 5.             |
| Phil Housley      | 1982 | 6.             |
| Paul Cyr          | 1982 | 9.             |
| Tom Barrasso      | 1986 | 5.             |
| Normand Lacombe   | 1986 | 10.            |
| Shawn Anderson    | 1986 | 5.             |
| Pierre Turgeon    | 1987 | 1.             |
| Erik Rasmussen    | 1996 | 7.             |
| Thomas Vanek      | 2003 | 5.             |

| Name               | Jahr | Draft-Position |
| Rasmus Ristolainen | 2013 | 8.             |
| Sam Reinhart       | 2014 | 2.             |
| Jack Eichel        | 2015 | 2.             |
| Alexander Nylander | 2016 | 8.             |
| Casey Mittelstadt  | 2017 | 8.             |
| Rasmus Dahlin      | 2018 | 1.             |
| Dylan Cozens       | 2019 | 7.             |
| Jack Quinn         | 2020 | 8.             |
| Owen Power         | 2021 | 1.             |
| Matthew Savoie     | 2022 | 9.             |
| Radim Mrtka        | 2025 | 9.             |

### Franchise-Top-Punktesammler
Die zehn besten Punktesammler in der Geschichte des Franchise bis zum Ende der regulären Saison 2024/25 und der Playoffs 2025.
Abkürzungen: Pos = Position, GP = Spiele, G = Tore, A = Vorlagen, Pts = Punkte, P/G = Punkte pro Spiel
| Name              | Pos | Saison          | GP   | G   | A   | Pts  | P/G  |
| Gilbert Perreault | C   | 1970/71–1986/87 | 1191 | 512 | 814 | 1326 | 1,11 |
| Dave Andreychuk   | LW  | 1982/83–1992/93 | 837  | 368 | 436 | 804  | 0,96 |
| Dave Andreychuk   | LW  | 2000/01         | 837  | 368 | 436 | 804  | 0,96 |
| Rick Martin       | LW  | 1971/72–1980/81 | 681  | 382 | 313 | 695  | 1,02 |
| Craig Ramsay      | LW  | 1971/72–1984/85 | 1070 | 252 | 420 | 672  | 0,63 |
| Phil Housley      | D   | 1982/83–1989/90 | 608  | 178 | 380 | 558  | 0,92 |
| René Robert       | C   | 1971/72–1978/79 | 524  | 222 | 330 | 552  | 1,05 |
| Don Luce          | C   | 1971/72–1980/81 | 766  | 216 | 310 | 526  | 0,69 |
| Jason Pominville  | RW  | 2003/04–2012/13 | 733  | 217 | 304 | 521  | 0,71 |
| Jason Pominville  | RW  | 2017/18–2018/19 | 733  | 217 | 304 | 521  | 0,71 |
| Mike Foligno      | RW  | 1981/82–1990/91 | 664  | 247 | 264 | 511  | 0,77 |
| Danny Gare        | RW  | 1974/75–1981/82 | 503  | 267 | 233 | 500  | 0,99 |

| Name              | Pos | GP | G  | A  | Pts | P/G  |
| Gilbert Perreault | C   | 90 | 33 | 70 | 103 | 1,14 |
| Rick Martin       | LW  | 62 | 24 | 29 | 53  | 0,85 |
| Craig Ramsay      | LW  | 89 | 17 | 31 | 48  | 0,54 |
| Danny Gare        | RW  | 58 | 23 | 21 | 44  | 0,76 |
| René Robert       | C   | 47 | 22 | 17 | 39  | 0,83 |
| Donald Audette    | RW  | 61 | 15 | 23 | 38  | 0,62 |
| Don Luce          | C   | 62 | 17 | 19 | 36  | 0,58 |
| Miroslav Šatan    | RW  | 51 | 14 | 21 | 35  | 0,69 |
| Dave Andreychuk   | LW  | 54 | 13 | 22 | 35  | 0,65 |
| Daniel Brière     | C   | 34 | 11 | 23 | 34  | 1,00 |